# Gebäudeeinmessung
Die Gebäudeeinmessung ist eine Aufgabe des Vermessungswesens. Zur Vervollständigung der Flurkarte wird der vorhandene Gebäudebestand aufgemessen.
Aufgemessen werden die Ecken eines Gebäudes. Zur Kontrolle und Ergänzung der Messung werden zudem die Längen der Gebäudeseiten erfasst. 
Stand der Technik ist die Verwendung des Tachymeters oder des Theodolits. Dabei findet die Polaraufnahme ihre Anwendung. Vorteil dieses Verfahrens ist die Möglichkeit einer automatischen Übernahme der Messdaten im Computer.
Bei einfachen Gebäuden oder einem unzureichenden Festpunktfeld kommt auch heute noch das Einbinde- und Orthogonalverfahren zum Einsatz. 
Das satellitengestützte GPS-Verfahren kann auch zur Gebäudeeinmessung verwandt werden. 